# Josh Akognon
Joshua Emmanuel "Josh" Akognon (Greenbrae, 10 de fevereiro de 1986) é um basquetebolista profissional nigeriano que atualmente está sem clube e teve como último clube o Dinamo Sassari que disputa a Liga Italiana.